# Кубок Кремля 1996
Кубок Кремля 1996 — международный теннисный турнир, который проходил в Москве осенью 1996 года в спорткомплексе «Олимпийский». Это был седьмой в истории Кубок Кремля, и впервые был проведён турнир не только среди мужчин, но и среди женщин.
Женский турнир проходил с 27 октября по 3 ноября, а мужской со 2 по 10 ноября. Женский турнир имел 3-ю категорию WTA, мужской — ATP World series. Мужской турнир был последним турниром этой категории в сезоне 1996 года (одновременно проходили турниры этой же категории в Сантьяго и Стокгольме). Призовой фонд женского турнира составил 400 000 долларов США, мужского — 1 125 000 долларов США.
Женский турнир Кубка Кремля был не первым международным теннисным турниром WTA в Москве. В 1989—1990 в «Олимпийском» дважды в октябре проходил турнир Moscow Open, а в 1994—1995 в сентябре дважды проводился турнир Moscow Ladies Open, «наследником» которого фактически и стал женский Кубок Кремля.
У мужчин победителем стал хорват Горан Иванишевич, переигравший в финале действующего победителя Ролан Гаррос россиянина Евгения Кафельникова. Победа Иванишевича до 2014 года оставалась единственной победой представителей Хорватии на Кубке Кремля во всех разрядах. В 2014 и 2015 годах турнир в одиночном разряде выиграл Марин Чилич.
Андрей Ольховский, победивший в парном разряде вместе с американцем Риком Личем, стал первым россиянином, выигравшим парный турнир (следующий раз россияне победят в парном мужском разряде лишь в 2004 году).
Первой победительницей женского Кубка Кремля стала 3-я ракетка мира испанка Кончита Мартинес.

## Соревнования

### Мужской одиночный разряд
Горан Иванишевич победил  Евгения Кафельникова со счётом 3-6, 6-1, 6-3.

### Мужской парный разряд
Андрей Ольховский /  Рик Лич победили  Иржи Новака /  Давида Рикла со счётом 4-6, 6-2, 6-2.

### Женский одиночный разряд
Кончита Мартинес победила  Барбару Паулюс со счётом 6-1, 4-6, 6-4.

### Женский парный разряд
Наталья Медведева /  Лариса Савченко-Нейланд победили  Барбару Шетт /  Сильвию Фарину со счётом 7-6(5), 4-6, 6-1.